# Daewon C.I.
Daewon C.I., autrefois appelé Daiwon C.I., abréviation de Daewon Culture Industry, est une entreprise sud-coréenne fondée en 1991, filiale de Daewon Media. Elle est spécialisée dans les comics, manga, light novels.

## Produits

### Light novels
- Allison
- Baccano!
- Battle Royale
- Shinigami no ballad
- Black Blood Brothers
- Bokusatsu Tenshi Dokuro-chan
- Full Metal Panic!
- Gosick
- Haruhi Suzumiya
- Iriya no Sora, UFO no Natsu
- Kamisama Kazoku
- Kino's Journey
- Kyōran Kazoku Nikki
- Lillia and Treize
- Maburaho
- Read or Die
- Scrapped Princess
- Shakugan no Shana
- To aru majutsu no Index
- Trinity Blood
- Voices of a Distant Star